# Azumah Nelsonsportcomplex
Het Azumah Nelsonsportcomplex (ook bekend als Kaneshie Sports Complex) is een multifunctioneel stadion in Accra, een stad in Ghana. 
Het stadion werd gebouwd in de jaren 70 in opdracht van generaal Acheampong voor de mensen uit Kaneshie om te kunnen sporten (een gebied in de regio Accra). Het werd later vernoemd naar Azumah Nelson, een professioneel bokser uit Ghana, die wordt gezien als een van de grootste boksers uit het land. Het stadion werd vooral gebruikt voor voetbalwedstrijden, de voetbalclub Accra Hearts of Oak SC maakte gebruik van dit stadion toen het uit moest wijken tijdens de verbouwing van het Ohene Djanstadion. In het stadion is plaats voor 10.000 toeschouwers.